# Guldkroksbadet

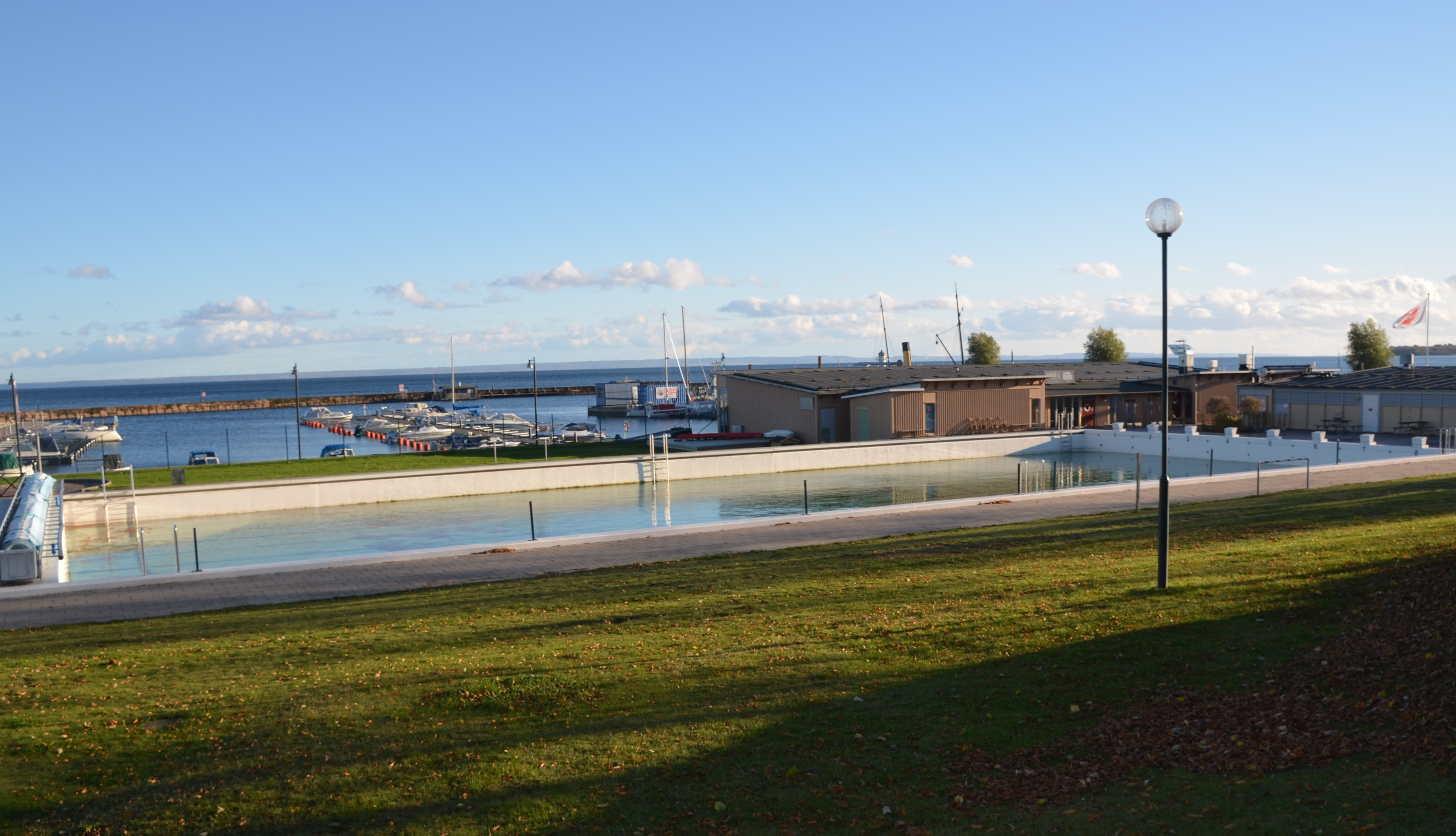
Guldkroksbadet

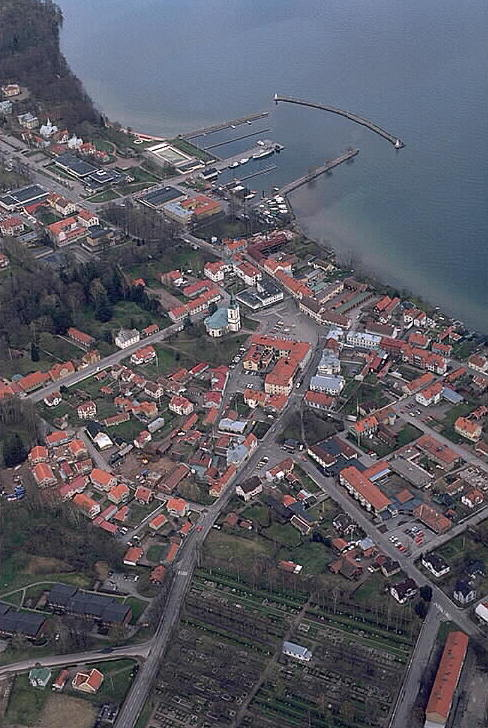
De (säsongmässigt tömda) bassängerna i Guldkroksbadet syns i norra delen av Hjo hamn längst upp i bilden

Guldkroksbadet är ett offentligt bassängbad vid Hjo hamn.
Guldkroksbadet anlades 1966 av Hjo kommun i strandkanten i Hjo hamn, i omedelbar anslutning till det äldre Hjo strandbad från 1913. Det har två utomhusbassänger samt en plaskdamm, med vatten från Vättern som är uppvärmt till 24 grader. Den största bassängen är 50 meter lång och har ett största djup på två meter. Bassängerna flankeras av en gräsyta upp mot Bellevueterrassen i södra delen av Hjo stadspark.
Badet har omklädningsutrymmen, duschar och toaletter, men ej kiosk eller servering. Det är öppet sommartid och är gratis.